# Szelężne
Szelężne (szynkowe, podatek dziesiątego szeląga) – podatek pośredni płacony przez mieszczan w wysokości 10% sprzedawanych przez nich trunków, wprowadzony w 1673, w związku z przejęciem wpływów z czopowego przez skarby wojskowe. Do 1775 wpływy z szelężnego pozostawały do dyspozycji sejmików szlacheckich.
Sejm niemy w 1717 przeznaczył dochody z szelężnego w Wielkim Księstwie Litewskim na potrzeby wojska. W Galicji szelężne zniesiono w 1775, w zaborach rosyjskim i pruskim w połowie XIX wieku.